# Caso Chevron U.S.A., Inc. contra Natural Resources Defense Council, Inc.
Chevron U.S.A., Inc. v. Natural Resources Defense Council, Inc., 467 U.S. 837 (1984), es un caso en el que la Corte Suprema de los Estados Unidos estableció que, ante el silencio u oscuridad de un texto legal, los Tribunales deben mostrar deferencia ante la interpretación que de los mismos hacen las Agencias administrativas, siempre y cuando, eso sí, tal interpretación sea razonable. Chevron es la más clara articulación de la Corte acerca de la doctrina de la "derefencia administrativa", al punto de que la Corte misma ha usado la expresión "deferencia Chevron" en los casos más recientes.

## Antecedentes
En virtud del precedente judicial contenido en el caso Marbury v. Madison, 5 U.S. (1 Cranch) 137 (1803), las cortes federales de los Estados Unidos tienen la autoridad para revisar judicialmente las leyes dictadas por el Congreso y declarar su invalidez si ellas violan la Constitución. Sin embargo, la Constitución no establece límites expresos de la cantidad de autoridad que puede ser delegada a una agencia de gobierno. Más bien, los límites de la autorización concedida a una agencia federal se establecen dentro de las mismas leyes aprobadas por el Congreso.

## Hechos
En 1977, el Congreso modificó la "Ley del Aire Libre de Contaminación" (Clean Air Act) con el objeto de hacer frente a los Estados que no habían alcanzado los niveles de calidad del aire establecidos por la Agencia de Protección del Medio Ambiente (en inglés: EPA).  La modificación introducida a la Ley del Aire Libre de Contaminación exige que estos Estados que no se han ajustado a los estándares, establezcan un programa que regule las 'fuentes de contaminación nuevas o las ya existentes que sean modificadas'.
Sin embargo, la Ley no establecía qué debía entenderse por "fuente". Durante la administración Carter, la EPA entendió dicha expresión como "cualquier equipamiento en una planta que producía contaminación". Pero en 1981, después de la elección de Ronald Reagan, la EPA adoptó una nueva definición que permitía a una planta existente obtener permisos para adquirir nuevo equipamiento que no cumpliera con los estándares, siempre y cuando el total de las emisiones de la planta en su conjunto no incrementaran. 
Ante ello, la Natural Resources Defense Council (NRDC), un grupo no gubernamental destinado a la protección del medio ambiente, impugnó el reglamento de la EPA (que interpretaba la expresión "fuente") ante la Corte Federal. Por su parte, Chevron, como parte afectada, apeló en contra de la decisión dictada por dicha Corte.

## Objeto del juicio
El problema que enfrentaba la Corte era, por tanto, qué estándar de revisión debe ser aplicado por una Corte a la lectura que una agencia gubernamental hace de una ley, en cuya virtud confiere a esa agencia autoridad para regular una determinada situación.

## Fallo
La Corte, en opinión del juez John Paul Stevens, acogió la interpretación de la EPA. En otros términos, reconoció expresamente la facultad de las agencias gubernamentales de interpretar preceptos legales oscuros. Lo interesante del fallo, es que de allí surgió un análisis de dos niveles (conocido como el "Análisis Chevron") que busca determinar cuándo debe concederse deferencia a la interpretación que ha efectuado una agencia. 
De acuerdo a este análisis, la Corte revisora debe examinar:
(1) Si una ley es ambigua, o bien, si contiene un vacío cuya resolución fue encargada por el Congreso a la agencia, y;
(2) Si la interpretación de la agencia del texto legal es razonable o no. 
Si se cumplen estos dos requisitos, entonces la corte debe conceder deferencia a la lectura que la agencia hace de la ley y respetar dicha interpretación.